# Демерара (колонія)

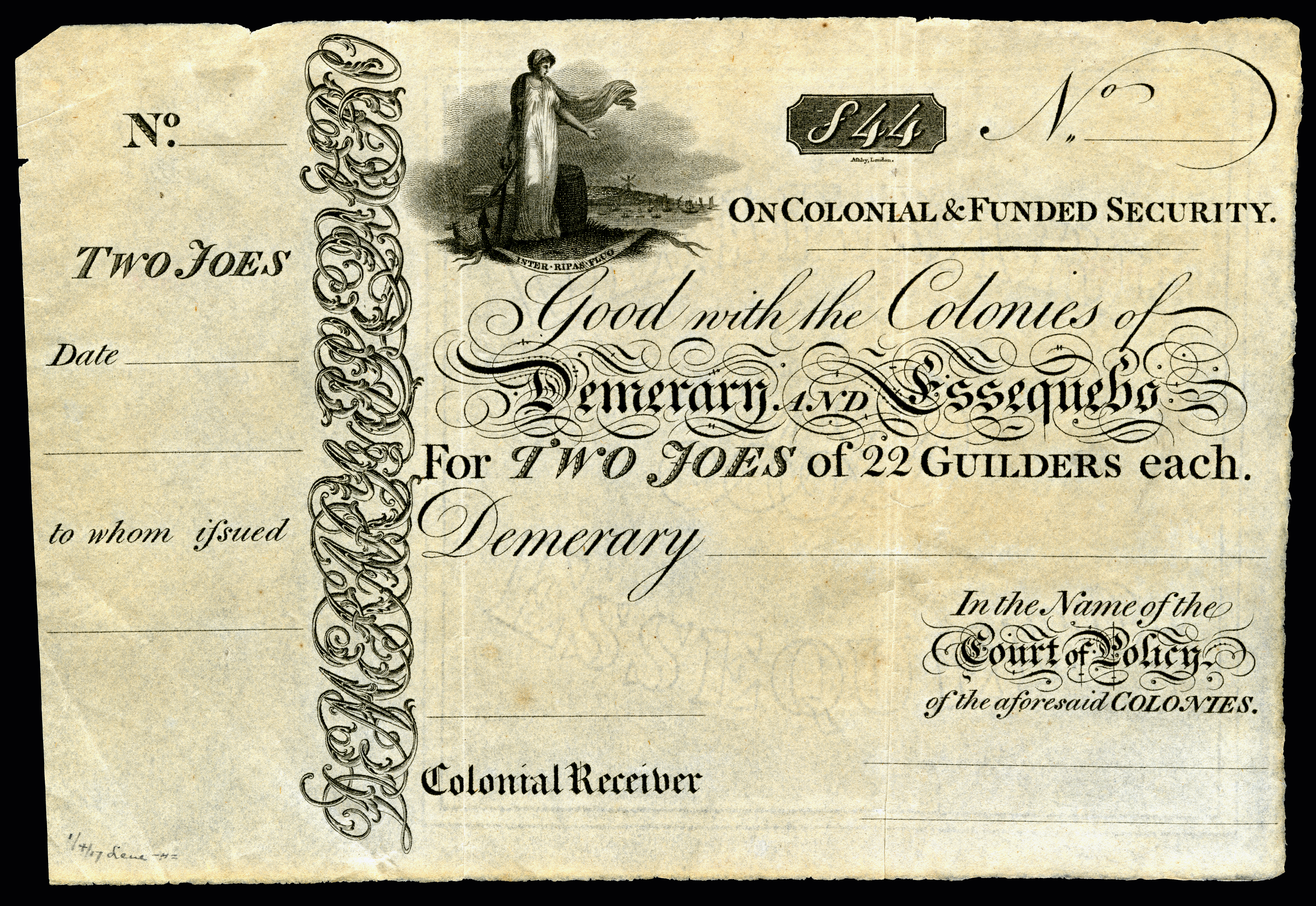
2 Джоси (або 44 гол.гульденів), колонії Демерара і Ессекібо (1830-ті), другий випуск.

Демерара (нід. Demerary) — історична область у Гвіані на північному узбережжі Південної Америки, яка нині є частиною республіки Гаяна. До 1815 року була голландською колонією, яка згодом стала графством Британської Гвіани з 1838 по 1966 рік. Вона була розташована біля нижньої течії річки Демерара, її головним містом був Джорджтаун.
Назва «Демерара» походить від варіанту аравакського слова «Immenary» або «Dumaruni», що означає «річка позначена деревом». Назва «демерарський цукор» виникла тому, що спочатку він вироблявся з цукрової тростини в колонії Демерара.

## Історія
У 1745 Демерара була відокремлена від Ессекібо.
У 1781 році американська революція змусила голландську Республіку виступити на боці Бурбонів проти англійців, великий флот під командуванням Адмірала лорда Родні було відправлено до Вест-Індії, і, після проведення деяких завоювань на Карибських островах, ескадра була відправлена, щоб заволодіти колоніями Ессекібо і Демерара, завдання було виконане без особливих труднощів.
У 1782 році французи оволоділи всіма голландськими поселеннями, і переконали британського губернатора Роберта Кінгстона здатися. У Паризькому договорі, який був підписаний в 1783 році, ці території були повернуті голландцям.
Британці повернули колонію Голландії 1802 року згідно з умовами Ам'єнського договору, але знову захопили її того ж року. 13 серпня 1814 британці об'єднали колонії Демерара і Ессекібо в колонію Демерара-Ессекібо. 20 листопада 1815 року ця колонія була офіційно передана Нідерландами Великій Британії.
Великі повстання рабів спалахнули в Західній Демерарі в 1795 році і на східному березі Демерари в 1823 році. Хоча ці повстання були легко і безжально придушені, за словами Вінстона Макгоуена, вони могли мати довгостроковий вплив на припинення рабства.
21 липня 1831 року Демерара-Ессекібо були об'єднані з колонією Бербіс в Британську Гвіану, (сучасна Гаяна). В 1838 році Демерара стала одним з трьох графств Гвіани, два інших - Ессекібо і Бербіс. У 1958 році графства були скасовані, а Гвіана була розділена на райони. Історична Демерара — це частина таких сучасних адміністративних районів Гаяни, як Демерара-Махайка, Острови Есекібо-Західна Демерара і Верхня Демерара-Бербіс.

## Визначні Демерарці
- Сер Джеймс Дуглас, губернатор колонії острова Ванкувер (1851-64) і колонії Британської Колумбії (1858-64)
- Преподобний Йосип Кетлі, парафіанський місіонер середини XIX століття
- Джон Едмонтон, звільнений раб, який навчав Чарльза Дарвіна таксидермії
- Шівнарін Чандерпол, Вест-Індський гравець в крикет
- Роджер Харпер — колишній член Вест-Індської команди з крикету
- Карл Хупер — колишній член Вест-Індської команди з крикету
- Ленс Гіббс — колишній член Вест-Індської команди з крикету
- Колін Крофт — колишній член Вест-Індської команди з крикету

### Командири Демерари
- Джонатан Самуель Ван Сторм з Гравесенд (1752—1761), (†1761)
- Лауренс Людвік Ван Берчейч (1761—1765), (†1765)
- Ян Корнеліс Ван ден Хевел (1765—1770)
- Паулюс Ван Счуйленбург (1772—1781)
- Антоній Божон (1796—1802)

### Губернатори Демерари
- Роберт Кінгстон (1781—1782)
- Луї Антуан Деземард де Лузіньян (1782)
- Арманд Гай Симон де Коетнемпрен, граф де Керсайнт (1782), (*1742—†1793)
- Джордж Манганон де ла Перєре (1783—1784)